# جون هوبز (لاعب كرة قاعدة)
جون هوبز (بالإنجليزية: John Hobbs)‏ هو لاعب كرة قاعدة أمريكي، ولد في 11 نوفمبر 1956 في فيلادلفيا في الولايات المتحدة.

## وصلات خارجية
- جون هوبز على موقعبيزبول رفرنس.كوم (الدوري الرئيسي) (الإنجليزية)
- جون هوبز على موقعبيزبول رفرنس.كوم (الدوري الثانوي) (الإنجليزية)